# 로고테라피
로고테라피(logotherapy) 또는 의미치료란 신경학자이며 정신과의 의학자인 빅토르 프랑클에 의해서 시작되었다.  프로이트의 정신분석학과 알프레드 아들러의 개인심리학과 더불어서 세번째 심리치료방법이다.
로고테라피는 실존분석에 근거하여,  니체의 권력 의지론을 주장한 아들러와 프로이드의 쾌락의지론에 반대하여 키에르케고르의 의미의지에 초점을 두고 있다.

## 기본 원리들
로고테라피는 환자의 미래에 초점을 둔다.(미래에 환자가 이루어야 할 과제가 갖는 의미)
프로이드식의 정신분석은 정신질환 환자를 진단할 때 과거의 욕구불만이나 상처에서 문제의 원인을 찾을 것인 반면, 의미요법은 의미상실에서 문제의 원인을 찾는다. "이전에는 무엇에 의미를 두고 살았는가?", "그런데 지금은 왜 그것이 더 이상 의미가 되지 못하는가?", "새롭게 찾을 수 있는 삶의 의미는 무엇인가?"를 환자와 함께 모색하는 것이다 그런 뜻에서 의미요법 은 미래지향적인 해결방식이라고 할 수 있다.

## 비판

### 권위주의
1961년 롤로 메이는 로고테라피가 본질적으로 권위주의적이라고 주장했다. 그는 프랭클의 치료가 삶의 모든 문제에 대한 분명한 해결책을 제시한다고 이야기했는데, 이는 인간 삶 자체의 복잡성을 약화시키는 것처럼 보이는 주장이었다. 메이는 환자가 자신의 의미를 찾지 못하면 프랭클이 환자에게 목표를 제시할 것이라고 주장했다. 사실상, 이는 환자의 개인적 책임을 무효화하고, 따라서 "개인으로서의 환자를 축소"하게 된다. 프랭클은 랍비 루벤 벌카(Reuven Bulka)의 기사 "로고테라피는 권위주의적인가?"(Is Logotherapy Authoritarian?)에서 촉발된 서면 대화를 통해 메이의 주장에 명시적으로 답변했다. 프랭클은 필요한 경우 약물 처방과 로고테라피를 결합하여 질병에 대한 개인의 심리적, 감정적 반응을 다루었으며 개인이 자유롭게 검색하고 의미를 찾을 수 있는 자유와 책임 영역을 강조했다고 응답했다.

### 종교성
로고테라피의 창시자와 그의 작품에 대한 비판적 견해는 프랭클의 종교적 배경과 고통의 경험이 인간의 경계 내에서 의미에 대한 개념을 안내했으며 따라서 로고테라피는 빅터 프랭클의 세계관에 기초하고 있다고 가정한다. 일부 연구자들은 로고테라피가 전통적인 의미의 "과학적" 심리치료 학파가 아니라 삶의 철학, 가치체계, 완전히 일관되지 않고 의심스러운 형이상학적 전제에 기초한 세속적 종교라고 주장한다.
프랭클은 평생 동안 종교와 정신의학에 대해 공개적으로 말하고 썼으며 특히 그의 마지막 저서인 궁극적인 의미를 찾는 인간의 탐구(Man's Search for Ultimate Meaning, 1997)에서 특히 그렇다. 그는 모든 사람은 종교적 견해나 신념과는 별개로 영적 무의식을 가지고 있다고 주장했지만, 프랭클의 영적 무의식에 대한 개념이 반드시 종교성을 수반하는 것은 아니다. 프랭클의 말에 따르면 다음과 같다: “로고테라피는 로고스를 다루는 것이 사실이다. 그것은 의미를 다룬다. 특히 나는 다른 사람들이 삶의 의미를 볼 수 있도록 돕는 로고테라피를 본다. 그러나 우리는 다른 사람의 삶에 의미를 “부여”할 수 없다. 그리고 이것이 의미 그 자체에 해당된다면 궁극적인 의미는 얼마나 유지됩니까?" 미국정신의학협회는 빅터 프랭클에게 1985년 오스카 피스터 상(종교와 정신의학에 중요한 공헌을 한 공로)을 수여했다.

## 같이 보기
- 실존주의 상담